# Bruno Guttowski
Temple de la renommée du hockey allemand :
Bruno Guttowski (né le 8 novembre 1924 à Rastenburg, mort le 4 juillet 1977 à Mannheim) est un joueur et entraîneur de hockey sur glace allemand.

## Carrière
Le défenseur joue d'abord au Krefelder EV. Il remporte le titre de championnat d'Allemagne lors de la saison 1951-1952 après une finale contre le SC Riessersee au Eisstadion am Friedrichspark à Mannheim. L'année suivante, l'équipe termine troisième puis est vice-championne en 1954 et 1955.
Il rejoint ensuite le Mannheim ERC. En raison de ce changement, il n'est d'abord pas autorisé à jouer et devient entraîneur de l'équipe qui vient d'accéder en Oberliga. Il jouera ensuite jusqu'en 1964, est capitaine et entraîneur-joueur de 1959 à 1961 également. Mannheim termine troisième lors de la saison 1958-1959, où il est élu second meilleur défenseur, et de la saison 1962-1963. En tout, il marque 71 buts pour Mannheim. Après sa carrière de joueur, il est entraîneur du MERC de 1969 à 1972.
En équipe d'Allemagne de hockey sur glace, Guttowski compte 58 sélections. Il participe au championnat du monde de hockey sur glace 1953, où l'équipe unifiée est vice-championne, ainsi que ceux de 1954, 1955 et 1959, ainsi qu'aux Jeux olympiques de 1956 à Cortina d'Ampezzo.
Il fait partie du Temple de la renommée du hockey allemand. Pour lui rendre hommage, Adler Mannheim retire en 2012 le numéro 12 qu'il portait lorsqu'il jouait.

## Source, notes et références
- (de) Cet article est partiellement ou en totalité issu de l’article de Wikipédia en allemand intitulé « Bruno Guttowski » (voir la liste des auteurs).

1. ↑  (en) « Bruno Guttowski at eliteprospects.com », sur eliteprospects.com (consulté le 13 avril 2023).
2. ↑  « Histoire d'un club de hockey sur glace : Mannheim, chapitre III », sur hockeyarchives.info (consulté le 13 avril 2023).
3. ↑  (en) « Olympics Site Closed », sur sports-reference.com (consulté le 13 avril 2023).